# Cassida vibex
Cassida vibex је врста тврдокрилца из породице буба листара (Chrysomelidae).

## Опис
Cassida vibex је дугачка 5,5–7 mm. Тело је кратко и елипсасто. Пронотум и покрилца су златнозелени. Завршеци антена су црни. Скутелум и суседне ивице покрилаца су смеђи, боје рђе. На средини бокова има по 1 пегу, такође боје рђе, по којој се најлакше разликује од сличних врста.

## Распрострањење
Насељава целу Европу, и Азију све до Јапана. У Србији није баш често бележена, али све указује да је има у целој земљи.

## Галерија
- вентрални изглед
- ларва